# Imerinorchis
Imerinorchis là một chi thực vật có hoa trong họ, Orchidaceae.